# 薩多韋 (切梅里夫齊區)
48°55′22″N 26°24′59″E / 48.92278°N 26.41639°E
薩多韋（烏克蘭語：Садове），是烏克蘭西部的村莊，隸屬赫梅利尼茨基州的卡緬涅茨-波多利斯基區。該村面積0.38平方公里，海拔高度290米，2001年人口126，人口密度每平方公里329人。